# Glorieta de Compostela
La Glorieta de Compostela est une place située dans la ville espagnole de Pontevedra, au centre de la ville, dans l'Ensanche.

## Origine du nom
La place a reçu son nom actuel en 1950, en hommage au Camino portugués, qui la traverse. La Glorieta de Compostela est connue des habitants de Pontevedra sous le nom de "Plaza de los Niños" (Place des Enfants).

## Histoire
Cet endroit très fréquenté est un lieu de passage depuis la nuit des temps, car c'est là que se trouvait le tracé de l'ancienne voie romaine XIX de l'Itinéraire d'Antonin. Plus tard, au Moyen Âge, il est devenu un point de passage sur le Camino portugués, qui témoigne depuis lors des pèlerinages à Saint-Jacques-de-Compostelle. À partir du XIVe siècle, ce lieu extra-muros a été délimité sur son côté est, à l'endroit occupé aujourd'hui par le dernier tronçon de la rue Fray Juan de Navarrete, par l'ancienne chapelle Notre-Dame du Chemin ou Vierge du Chemin, qui a été remaniée à plusieurs reprises au cours des siècles, jusqu'à sa démolition et sa disparition.
Au début du XIXe siècle, pendant l'occupation française de la ville, la chapelle Notre-Dame du Chemin a été détruite par un incendie et le vol d'une grande partie de son patrimoine. En 1856, selon la carte de Pontevedra du lieutenant-colonel du génie Francisco Coello de Portugal y Quesada, l'endroit où se trouve aujourd'hui la place était configuré comme une place semi-circulaire fermée et comportait déjà des bâtiments autour d'elle. Cette forme semi-circulaire irrégulière, avec la chapelle sur son côté est, est également représentée sur la carte de l'Institut espagnol de géographie et de statistique de 1910.
En mai 1936, la démolition de la chapelle Notre-Dame du Chemin par la mairie de Pontevedra, en raison de son état de ruine et parce qu'elle gênait la circulation sur une voie publique très importante, a facilité le développement urbain ultérieur de l'endroit où elle se trouvait,. La place qui s'était formée à ce carrefour a été traversée dans l'après-guerre par la route N-550, ce qui a progressivement augmenté le flux de circulation. Un lampadaire à quatre branches a été placé en son centre comme élément distinctif, et elle a abrité une station de taxis tout en laissant un petit espace semi-circulaire libre de voitures sur son côté ouest, qui a été utilisé comme parking à partir des années 1960 et où l'une des fontaines en fonte de conception française de 1887 de la ville, commandée par l'architecte Alejandro Sesmero, a été installée par la suite. Cet espace semi-circulaire a été séparé de la circulation dans les années 1980 par une balustrade métallique basse entourant un petit espace végétalisé et a été utilisé comme terrasse d'un café voisin.
Le cinéma Gónviz, l'un des cinémas les plus centraux de la ville et un point de rencontre populaire pour de nombreux habitants de Pontevedra, a ouvert ses portes en 1973 dans le bâtiment le plus haut de la place, qui compte 13 étages, et est resté ouvert jusqu'en 2001,.
À la fin de l'année 2001, une rénovation complète de la place a commencé, conçue par l'architecte Jesús Fole Osorio, après quoi la Glorieta de Compostela est devenue une zone presque entièrement piétonne. Une fontaine a été installée en son centre, et l'inauguration de cette rénovation a eu lieu le 9 août 2002. En 2019, la fontaine a été dotée d'un système d'éclairage multicolore,.
Depuis sa rénovation, la Glorieta de Compostela est devenue un point de rencontre pour les habitants de Pontevedra.

## Description
La place est située au cœur du centre urbain et commercial de Pontevedra, où convergent les rues Peregrina, qui la traverse du nord-ouest au sud-est, et Fray Juan de Naverrete.
Il s'agit d'une place semi-circulaire, semi-piétonne, entourée sur son côté est d'une petite voie de circulation qui canalise le trafic restreint des rues Peregrina et Fray Juan de Navarrete. Elle est entourée de bâtiments de différents styles, les plus anciens datant de 1928 et 1950 et d'autres plus modernes datant des années 1970 à 1990. L'élément le plus marquant de la place est la fontaine connue sous le nom de Fontaine des Enfants, au centre. L'éclairage public de la place est assuré par deux colonnes d'éclairage dotées de projecteurs.
La Fontaine des Enfants est une fontaine plate d'un diamètre de vingt mètres avec soixante-dix becs, les centraux disposés en colonne de jets d'eau puissants et les environnants en brumisation, alternant avec des points lumineux. Un capteur abaisse automatiquement la force et la hauteur de l'eau pour éviter que les passants ne se mouillent. Le centre de la fontaine est pavé et son périmètre en granit noir porte l'inscription de la chanson populaire galicienne "Pontevedra é boa vila, dá de beber a quen pasa. 2002" (Pontevedra est une bonne ville, elle donne de l'eau aux passants). Un élément remarquable de la fontaine est le groupe statuaire en pierre sur son bord, composé de trois personnages, deux filles et un garçon, qui met en valeur trois jets d'eau dans lesquels il se désaltère. Les figures sont l'œuvre de Sebastián Casalderrey et Manuel Collazo Torres. La figure de la jeune fille assise a été installée après l'inauguration de l'ensemble le 22 octobre 2002. Le groupe statuaire est une représentation de deux filles qui attendent en jouant qu'un garçon finisse de boire à la fontaine pour pouvoir boire, l'une assise et l'autre debout avec un cerceau de métal sous le bras.

## Galerie d'images

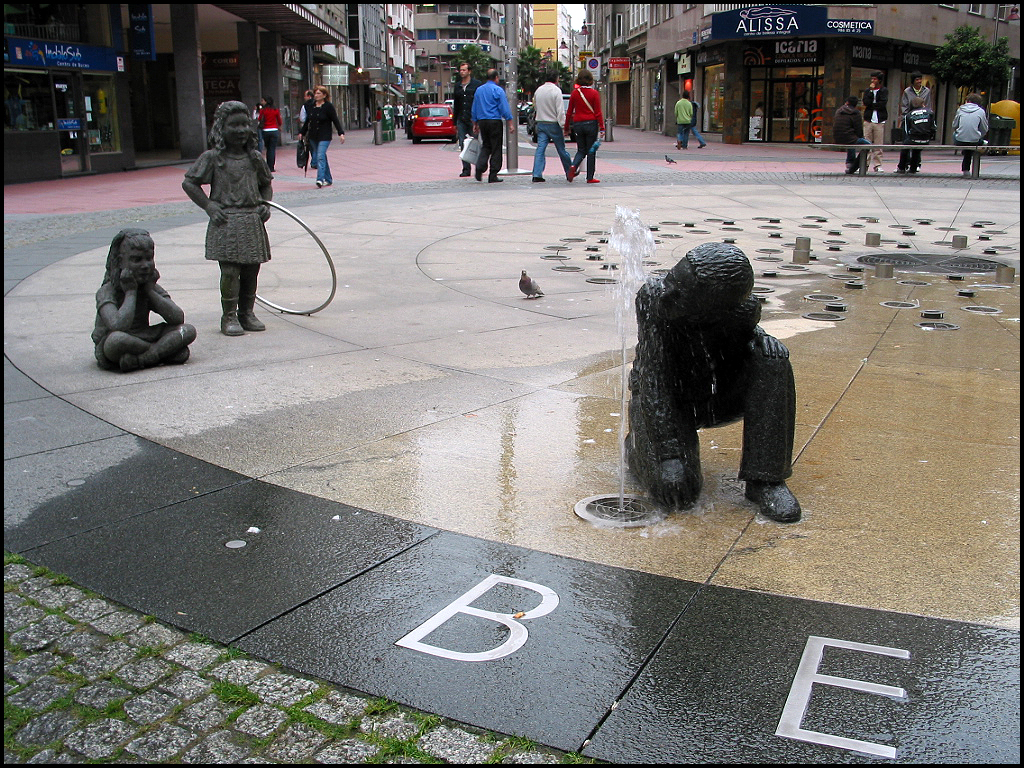
Le groupe statuaire de la Fontaine des Enfants sur la place
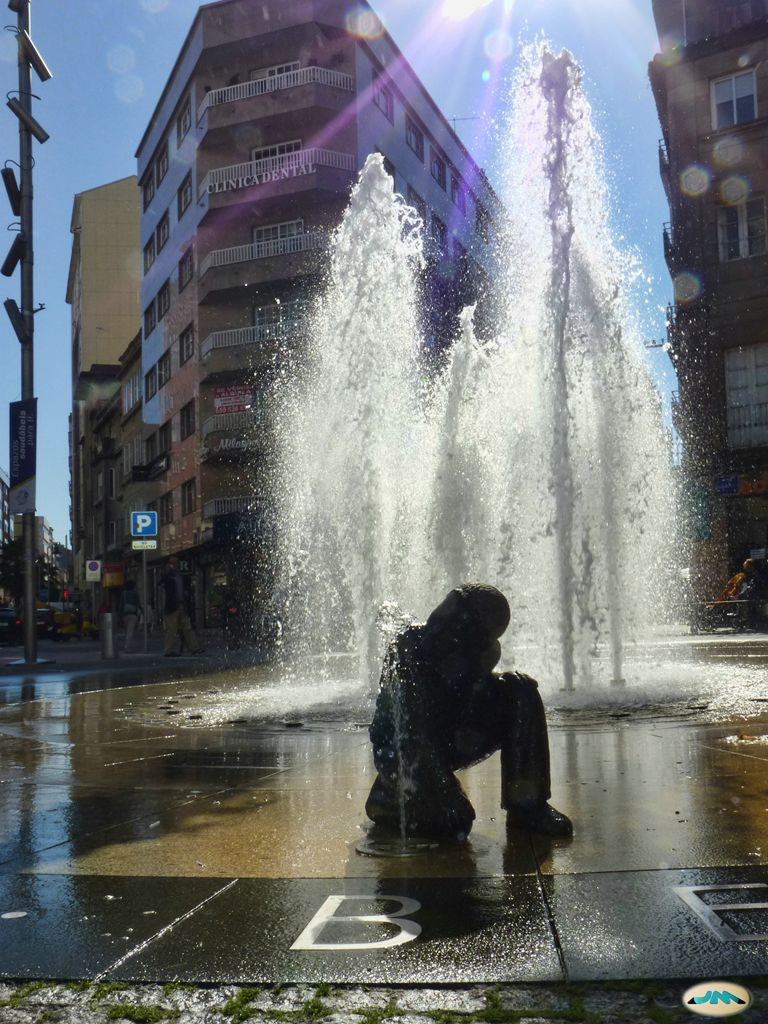
La Fontaine des Enfants avec les bâtiments de la place en arrière-plan
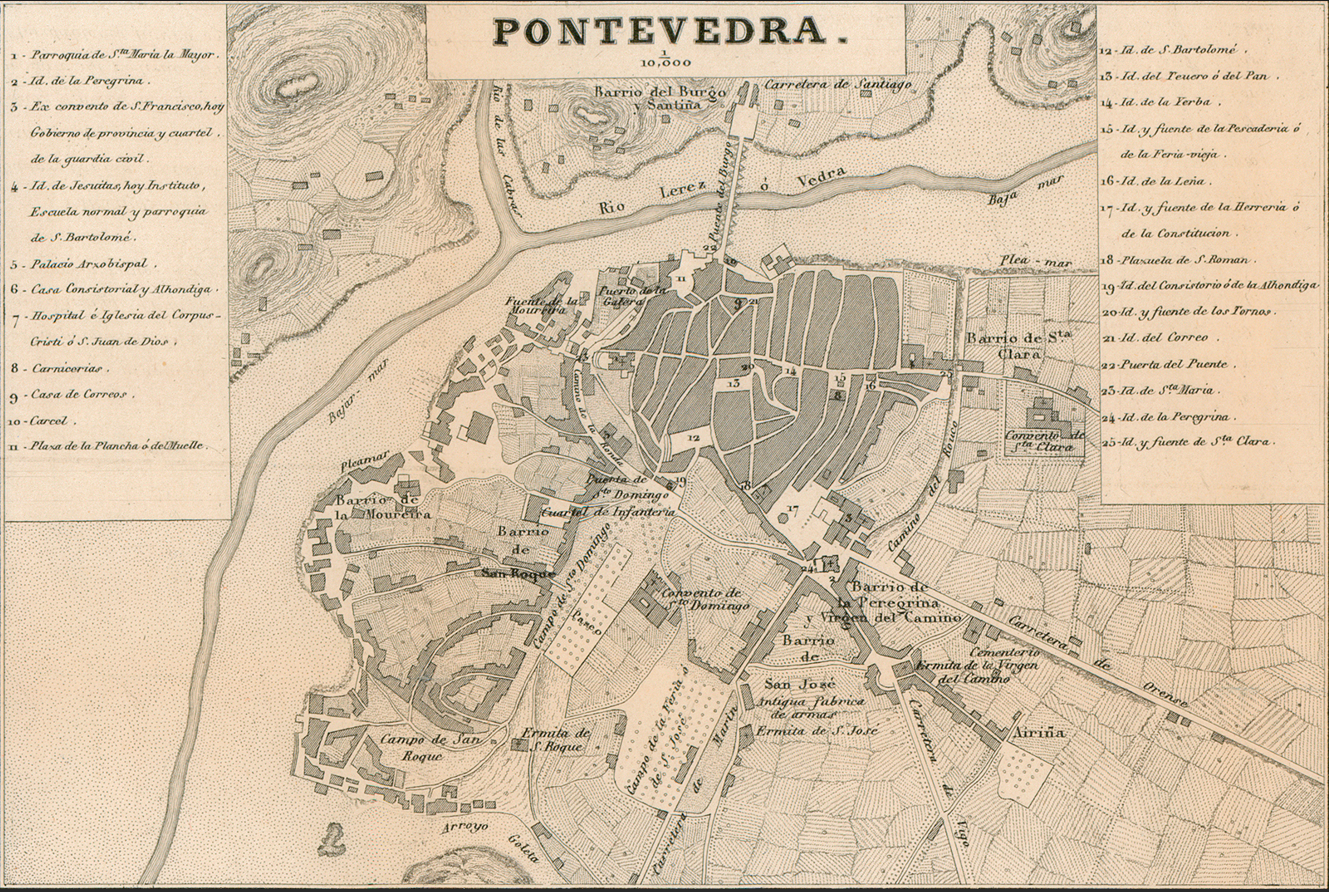
Plan de 1856 avec la place à gauche de l'Ermitage Vierge du Chemin
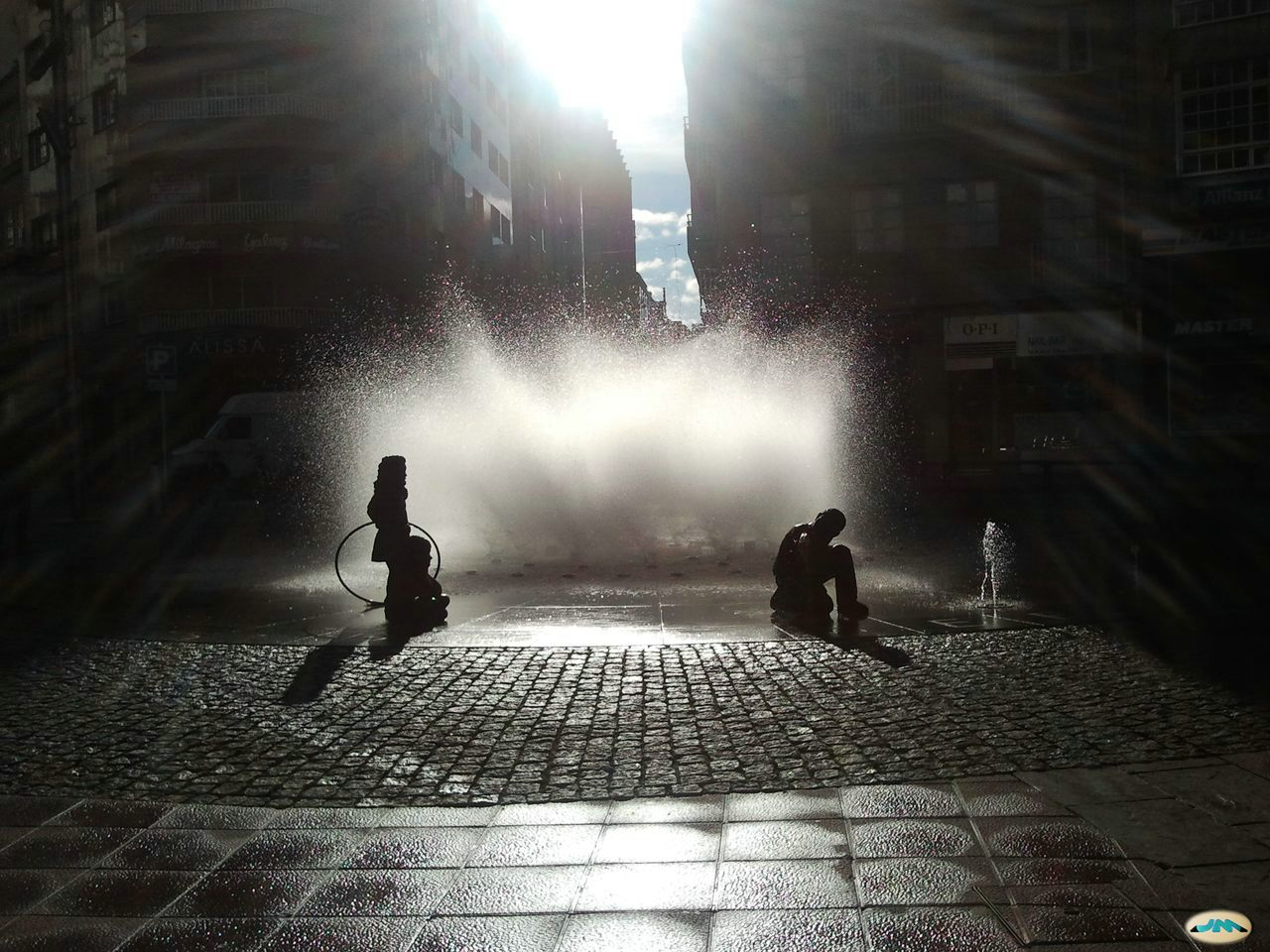
La fontaine au centre de la place